# Фроссей
Фроссе́й (фр. Frausseilles, окс. Fraucelhas) — коммуна во Франции, находится в регионе Юг — Пиренеи. Департамент — Тарн. Входит в состав кантона Кармо-2 Валле-дю-Серу. Округ коммуны — Альби.
Код INSEE коммуны — 81095.

## География
Коммуна расположена приблизительно в 540 км к югу от Парижа, в 65 км северо-восточнее Тулузы, в 21 км к северо-западу от Альби.
Большая часть территории коммуны покрыта виноградниками.

## Климат
Климат умеренно-океанический. Зима мягкая и дождливая, лето жаркое с частыми грозами. Ветры довольно редки.

## Население
Население коммуны на 2010 год составляло 97 человек.
| 1962 | 1968 | 1975 | 1982 | 1990 | 1999 | 2010 |
| ---- | ---- | ---- | ---- | ---- | ---- | ---- |
| 151  | 147  | 121  | 116  | 100  | 85   | 97   |

## Экономика
В 2007 году среди 51 человека в трудоспособном возрасте (15—64 лет) 35 были экономически активными, 16 — неактивными (показатель активности — 68,6 %, в 1999 году было 61,9 %). Из 35 активных работали 33 человека (17 мужчин и 16 женщин), безработных было 2 (2 мужчин и 0 женщин). Среди 16 неактивных 3 человека были учениками или студентами, 9 — пенсионерами, 4 были неактивными по другим причинам.